# Тіньговатово
Тіньгова́тово (рос. Тиньговатово, чув. Энĕшкасси Кушкă) — присілок у складі Цівільського району Чувашії, Росія. Входить до складу Булдеєвського сільського поселення.
Населення — 261 особа (2010; 305 у 2002).
Національний склад:
- чуваші — 97 %